# Casa Ianov din Iași
Casa Ianov din Iași, cunoscută și sub denumirea de Casa Bogdan-Culianu sau Casa cu pridvor de lemn (incorect numită „Casa prof. Ivanov”), situată pe Strada Sfântul Atanasie nr. 13, a fost o construcție inclusă pe Lista monumentelor istorice din județul Iași din anul 2015, având codul de clasificare  IS-II-m-B-04038.
Casa a fost construită înainte de 1804, foarte probabil la sfârșitul secolului al XVIII-lea. În timp, casa a aparținut lui Ioan Ianov (1834-1903) („Ivanov” fiind o greșeală de dactilografiere), avocat și poet, iar din 1926 savantului Petru Bogdan, chimist și membru al Academiei Române, rector al Universității din Iași și director al Fundației Regale „Regele Ferdinand”. Aici s-a născut, în 5 ianuarie 1950, Petru Culianu, scriitor și istoric al religiilor, nepotul lui Petru Bogdan.
Casa a fost naționalizată în 1950, urmașii familiei Culianu reușind să o redobândească abia în 1997. Casa, ce necesita reparații importante, a fost vândută în 2004. În 2010, deși își declarase intenția de a renova clădirea, noul proprietar, dr. Marin Burlea, a demolat-o, faptă pentru care a fost amendat cu suma de 700 lei.
Începând cu 2011 pe amplasamentul fostei Case Bogdan-Culianu funcționează Centrul Medical Helicomed.